# Paul Dubois (homme politique français)
Pour les articles homonymes, voir Paul Dubois.
Paul Jean Dubois, dit Paul Dubois, né le 8 février 1841 à Nantes et mort le 25 juillet 1883 à Paris, est un médecin, militant blanquiste sous le Second Empire, membre de la Commune de Paris puis homme politique républicain sous la Troisième République. 

## Biographie

### Etudes et formation
Né en 1841, Paul Dubois réalise sa scolarité au Lycée de Nantes où il fait la connaissance de Georges Clemenceau lui-aussi élève dans l'établissement puis déménage à Paris pour étudier la médecine. C'est là-bas qu'il rentre en contact avec la jeunesse républicaine contestataire des écoles et avec les différents journaux du Quartier latin. Il prend en effet part à la rédaction du journal Les Écoles de France avec Aristide Rey, etc. et participe à un grand nombre de manifestations contre des professeurs dont notamment celle contre Auguste Ambroise Tardieu, doyen de la Faculté de médecine accusé d'endoctriner les étudiants dans le bonapartisme. En mai 1865, il participe avec Charles Longuet et Louis-Augustin Rogeard au lancement de l'éphémère journal politique et littéraire La Rive Gauche (1865-1866), fait partie, à la fin de l'année, de la délégation envoyée pour représenter les étudiants français au Congrès international des étudiants de Liège puis participe avec Eugène Protot à un congrès ouvrier organisé à Genève. Déjà surveillé par la police, il est arrêté en décembre 1866 avec 22 personnes (Raoul Rigault, etc.) lors d'une réunion organisée par la société secrète dite du « Café de la Renaissance » à Saint-Michel. Jugé en janvier 1866, il est défendu par l'avocat Emmanuel Arago mais écope finalement de trois mois de prison,.   
Le 14 août 1870, un groupe de blanquistes armés attaquent la caserne des pompiers de la Villette pour dérober des armes à feu afin de déclencher une insurrection. L'assaut échoue et les blanquistes sont arrêtés. Blanqui est obligé de se cacher, d'abord chez Dubois qui l'accueille chez lui puis chez Eugène Cléray,.  

### La guerre de 1870 et la Commune
Après avoir aidé Blanqui, Dubois s'engage dans la guerre de 1870 au service médical de l'armée et participe à de nombreuses batailles. Il fait la bataille de Beaumont puis est fait prisonnier à la bataille de Sedan en septembre. Une fois libéré, il se rend à Tours au siège du Gouvernement de la Défense nationale et se voit attribué par Léon Gambetta un poste haut-gradé dans l'organisation des services médicaux. Il refuse et rejoint l'armée de la Loire en octobre. Une nouvelle fois fait prisonnier, il est à nouveau libéré et rejoint l'armée de l'Est en décembre comme ambulancier. De retour à Paris, il devient médecin auprès des fédérés de la Commune de Paris.

### Après la guerre
De retour à la vie civile, il s'installe comme médecin dans le quartier de Rochechouart puis est envoyé à trois reprises au Conseil municipal de Paris par la population (1874-1883). Il y traite notamment des questions relatives aux beaux-arts et à l'Assistance publique. Il meurt de maladie en 1883 à l'âge de 42 ans. 